# Berthóti Ferenc
Berthóti Ferenc (? – Kassa, 1710. szeptember 11.) kuruc szenátor és vicegenerális.

## Családja
Sáros vármegyei római katolikus birtokos nemesi család sarja, Berthóti Gábor alispán és Vécsey Mária fia, Berthóti István vicegenerális féltestvére. Ő maga, úgy tűnik, nem alapított családot. II. Rákóczi Ferenc fejedelem 1707 elején rábízta ifjabb báró Palocsay István gyámságát, mivel annak özvegy édesanyja rangján aluli házasságot kötött.

## Élete
1687-ben az eperjesi vértörvényszék elé idézték. 1703 októberében csatlakozott II. Rákóczi Ferenc szabadságharcához. Az északkeleti határszélek katonaságának és várőrségeinek parancsnoka, lovas ezereskapitány, a szepes–sárosi kincstári birtokok prefektusa és a szomolnoki bányák inspektora lett. A szécsényi országgyűlésen szenátorrá választották. 1706 nyarán kassai vicegenerális lett, s Forgách Simon főkapitány fogságra vetése után lényegében ő lett a kassai főkapitányság első embere, a kuruc hátország legbiztosabb területének katonai és gazdasági vezetője. (1707-től névlegesen Károlyi Sándor állt a „tizenhárom vármegye” élén, de gyakorlatilag ő a tiszántúli és partiumi hadműveleteket irányította.) Berthóti 1707-ben tagja volt a varsói szerződést megkötő küldöttségnek is, távollétében Radics András brigadéros, kassai városparancsnok látta el a vicegenerálisi teendőket. A fejedelem 1707. december 25-én Sáros vármegye főispáni helytartójává is kinevezte. Pestisjárvány ragadta el. Arcképe a sárospataki Rákóczi Múzeumban található.